# 小行星1046
小行星1046（1046 Edwin）是一颗绕太阳运转的小行星，为主小行星带小行星。该小行星于1924年12月1日发现。
該小行星以發現者喬治·范·比斯布魯克的兒子埃德溫·范·比斯布魯克（Edwin van Biesbroeck）命名。

## 轨道参数
小行星1046的轨道半长轴为2.9835238 AU，离心率为0.066。